# Festival Lumière 2015
Le Festival Lumière 2015 est la septième édition du Festival Lumière.

## Déroulement et faits marquants
La septième édition du festival a eu lieu du 12 au 18 octobre 2015 avec 152 000 festivaliers qui ont assisté à 371 séances dans 60 lieux de la métropole lyonnaise.

### Prix Lumière
Le prix Lumière est décerné à Martin Scorsese le vendredi 16 octobre pour « l'ensemble de son œuvre, pour sa cinéphilie généreuse, son inlassable combat en faveur de la sauvegarde du cinéma du passé, ses fictions, ses documentaires, son amour de la musique, sa bienveillance à l'égard des jeunes cinéastes du monde entier, et aussi pour son rire tonitruant »,.

### Rétrospectives
- Histoire permanente des femmes cinéastes : Larissa Chepitko
- Hommage à Akira Kurosawa

### Événements, invitations, hommages
- Soirée d'ouverture : avec Jean-Paul Belmondo et Vincent Lindon en invités d'honneur, projection du film surprise La Fin du jour (1939) de Julien Duvivier[3]
- Séance de clôture : projection du film Les Affranchis (1990) de Martin Scorsese, en sa présence[4]
- Séance jeune public : Toy Story de John Lasseter en version numérique, présentée par John Lasseter.
- Nuit de la Peur - « Parasites extraterrestres, mort-vivants, esprits et démons... Quatre classiques de l'épouvante » : The Thing de John Carpenter, La Nuit des morts-vivants de George A. Romero, Insidious de James Wan, Evil Dead de Sam Raimi, présentée par Alain Chabat.
- Troisième édition du Marché du film classique

### Prix
- 2e Prix Raymond Chirat : l'Association française de recherche sur l'histoire du cinéma (AFRHC)[5],[6]
- 4e Prix Bernard Chardère : Freddy Buache[7]
- 2e Prix des Lycéens : La Belle Équipe (1936) réalisé par Julien Duvivier.